# Ferdynand I Wielki
Ferdynand I Wielki (jęz. hiszp. Fernando I de León y Castilla, el Magno, el Grande, ur. 1016/1018, zm. 1065) – hrabia Kastylii od 1029, król Kastylii i Leónu od 1037/1038 do 1065.

## Życiorys
Syn króla Nawarry Sancha III Wielkiego i Muniadony, córki hrabiego Sancho I z Kastylii.
Za panowania Sancho III Wielkiego hrabstwo Kastylii popadło w lenną zależność od Nawarry. Po śmierci ostatniego z przedstawicieli dynastii Lara, hrabiego Kastylii Garcii Sancheza (brata Muñi Mayor, matki Ferdynanda), Sancho III w 1029 oddał kastylijskie hrabstwo swemu młodszemu synowi Ferdynandowi. Po śmierci Sancho III Wielkiego w 1035 nastąpił podział jego władztwa pomiędzy czwórkę synów: najstarszy Garcia III objął we władanie królestwo Nawarry, Ferdynand początkowo zadowolił się hrabstwem Kastylii, Gonzalo, podporządkowany Garcii, miał władać w Sobrarbe i Ribagorzy, a nieślubny Ramiro otrzymał hrabstwo Aragonii. Ambicje potomków Sancha III doprowadziły do walk o królewskie dziedzictwo.
W pierwszym okresie swego panowania Ferdynand sprzymierzył się z bratem Garcią III, władającym Nawarrą, by wspólnie zaatakować króla Leónu Bermudo III, z którego siostrą Sanchą Ferdynand wziął ślub w 1032 roku. Przyczyną najazdu były roszczenia do ziem, które w posagu miała wnieść żona Ferdynanda, co miało związek z wcześniejszym zajęciem części terytorium Leónu przez ojca Ferdynanda, które jednak Bermudo po śmierci Sancho III odzyskał. Walki zakończyły się sukcesem Ferdynanda, gdyż Bermudo III 4 września 1037 zginął w bitwie pod Tamaron. Opustoszały tron królestwa Leónu zajął Ferdynand i w 1037 roku (lub 1038) przybrał tytuł króla Kastylii i Leónu. Ceną, jaką musiał zapłacić Ferdynand za pomoc i zgodę na koronację, było przekazanie części ziem kastylijskich Garcii III.
Po objęciu władzy w Leónie Ferdynand dążył do narzucenia swej zwierzchności także innym, pomniejszym chrześcijańskim władcom, którzy rządzili różnymi terytoriami bądź z nadania królewskiego, bądź dlatego, że je samodzielnie zdobyli lub zajęli. Wzmocnieniu Ferdynanda zdecydowanie sprzeciwił się Garcia III nawarski, który sam pragnął zająć pierwsze miejsce wśród iberyjskich władców. W 1053 roku doszło do przegranej przez Garcię bitwy, po której król Nawarry dostał się do niewoli. Do kolejnego starcia pomiędzy braćmi doszło już w następnym roku, tym razem Ferdynand zapewnił sobie poparcie przyrodniego brata Ramiro I, który przybrał tytuł (pierwszego) króla Aragonii. Ta konfrontacja zakończyła się tragicznie dla Garcii III, który zginął w bitwie pod Atapuerca (1054).
Gdy większość ziem północnej części Półwyspu Iberyjskiego została podporządkowana Ferdynandowi, postanowił on przyjąć tytuł cesarski, co jednak spotkało się ze sprzeciwem papieża i cesarza, którzy w działaniach Ferdynanda widzieli zagrożenie dla jedności chrześcijańskiej Europy.
Śmierć Garcii III nie oznaczała końca rywalizacji Kastylii i Nawarry, bowiem Ferdynand wykorzystując słabość kolejnego nawarskiego władcy (Sancho IV) w następnych latach odzyskał kastylijskie ziemie (m.in. Álava i Rioja) zajęte przez Garcię III, co usankcjonowano zawierając pokój w 1062 roku.
Ferdynand walczył także z Maurami rozszerzając zakres rekonkwisty: zajął m.in. Viseo, Lamego, Coimbrę (którą zdobył po długotrwałym oblężeniu z pomocą byłego wezyra Sewilli) oraz inne ziemie, które w przyszłości dały początek hrabstwu Portugalii oraz podporządkował sobie muzułmańskich władców niewielkich królestw (Taifa), jakie powstały po upadku kalifatu kordobańskiego: Saragossy, Toledo, Sewilli i Badajoz. Za czasów Ferdynanda I królestwa Leónu i Kastylii zacieśniły kontakty z pozostałą częścią Europy, co zaowocowało przyjęciem w klasztorach reguły benedyktyńskiej i zapoczątkowaniem cluniackiej reformy.
Jak wyżej wspomniano, Ferdynand I Wielki był żonaty z Sanczą (Sanchą, zm. 1067), córką Alfonsa V, króla Leónu. Po śmierci Ferdynanda (27 grudnia 1065) jego królestwo uległo podziałowi: najstarszy syn Sancho został królem Kastylii, Alfons królem Leónu, a najmłodszy Garcia królem Galicji. Ferdynand miał również córki: Urrakę (zm. 1101) i Elwirę (zm. 1101).